# Duo Stump-Linshalm
Als Duo Stump-Linshalm treten die österreichischen Klarinettisten Petra Stump und Heinz-Peter Linshalm auf.

## Biografien
Petra Stump studierte Klarinette am Vorarlberger Landeskonservatorium. Es schloss sich von 1994 bis 2002 ein Konzertfachstudium bei Johann Hindler an der Universität für Musik und darstellende Kunst Wien an. Zusätzlich studierte sie Bassklarinette bei Harry Sparnaay am Conservatorium van Amsterdam (1997–1999) und war in der Meisterklasse von Ernesto Molinari an der Hochschule der Künste Bern (1999–2002).
Heinz-Peter Linshalm studierte von 1988 bis 1993 Klarinette am Joseph-Haydn-Konservatorium des Landes Burgenland in Eisenstadt bei Ewald Ivanschitz und von 1993 bis 2002 an der Universität für Musik und darstellende Kunst Wien bei Peter Schmidl und Johann Hindler. Bei Ernesto Molinari an der Hochschule der Künste Bern spezialisierte er sich auf die Bassklarinette und schloss 2004 mit dem Solistendiplom ab.
Petra Stump und Heinz-Peter Linshalm arbeiten seit einigen Jahren als Klarinetten-Duo im Bereich der klassischen und zeitgenössischen Musik. Immer wieder haben Komponisten für dieses Duo Werke komponiert, die die Klarinettenliteratur erweitern.
Das Duo Stump-Linshalm hat mit der 2005 bei ein_klang records erschienenen CD born to be off-road Zwischenbilanz über die Zusammenarbeit mit zeitgenössischen Komponisten gezogen. Der Pasticciopreis von Radio Österreich 1 würdigt diese Arbeit.
2006 ist die zweite CD des Duos 1+1=1 mit Musik von Pierluigi Billone bei KAIROS erschienen.
Petra Stump und Heinz-Peter Linshalm halten regelmäßig Workshops über zeitgenössische Klarinettenmusik. Sie sind Herausgeber der Klarinettenschule „Clarinet Update – Neue Musik für junge Klarinettisten“ im Verlag Doblinger.
Folgende Komponisten haben dem Duo Stump-Linshalm bereits Werke gewidmet:
Michael Amann, Eckart Beinke, Pierluigi Billone, Massimo Botter, Jean Francois Charles, Christoph Cech, Silvia Colasanti, Daniel de la Cuesta, Chaya Czernowin, Christof Dienz, John Elmsly, Andrew Ford, Reinhard Fuchs, Beat Furrer, Gerald Futscher, Bernhard Gál, Bernhard Gander, Erin Gee, Alexandra Claire Hay, David Philip Hefti, Christoph Herndler, Dominik Karski, Dieter Kaufmann, Fritz Keil, Volkmar Klien, Katharina Klement, Johannes Kretz, Sylvie Lacroix, Klaus Lang, Alexander Moosbrugger, Bertl Mütter, Michael Norris, Simeon Pironkoff, Jorge Sánchez-Chiong, Gunter Schneider, Wolfgang Seierl, Alexander Stankovski, Johannes Maria Staud, Bruno Strobl, Wolfgang Suppan, Iris Szeghy, Germán Toro Pérez, Judit Varga, Lotta Wennäkoski

## Diskografie
- Live at Mozarthaus Vienna, Werke von W.A. Mozart für 2 Bassetthörner und Fagott (Milan Turković), 2012 (GRAMOLA)
- SHORTCUTS, 34 kurze Werke für 2 Klarinetten oder 2 Bassklarinetten, 2010 (einklang records)
- 1+1=1 für zwei Bassklarinetten von Pierluigi Billone, 2006 (KAIROS)
- born to be offroad, Werke von Bernhard Gander, Judit Varga, Gerald Futscher, Christoph Herndler, Jorge Sanchez-Chiong, Beat Furrer, Salvatore Sciarrino, Claudio Ambrosini und Bertl Mütter, 2005 (einklang records)
- Rechter Augenbrauentanz/Capricorn mit Rumi Sota-Klemm, Antonia Lorenz-Birk, Michele Marelli, Roberta Gottardi, Maja Pawelke, Jean-Francois Charles (Klarinetten), Petra Stump und Heinz-Peter Linshalm, Antonio Pérez Abellán (Synthesizer), Michael Pattmann, Adrian Heger (Dirigent) in Stockhausens Rechter Augenbrauentanz unter Gesamtleitung des Komponisten
- Mozart Reflexionen, Duo Stump-Linshalm, Norbert Täubl und Milan Turković in Wolfram Wagners Fantasie für Klarinette, 2 Bassetthörner und Fagott um einen Kanon von W.A.Mozart
- VLCLEL, Kompositionen von Volkmar Klien, mit Petra Stump und Weiping Lin
- Zeitgenössische Musik HKB – Hochschule der Künste Bern, Duo Stump-Linshalm in Beat Furrers Apoklisis

## Kompositionen Petra Stump-Linshalm
Seit 2013 ist Petra Stump-Linshalm aktiv als Komponistin. Ihre Werke sind bei Apoll Edition ausgegeben. Ihre Kompositionen sind gespielt worden von unter anderen Klarinettisten Heinz-Peter Linshalm, Fie Schouten, Anna Koch, das Vienna Reed Quintet, ensemble reconsil, Posaunist Stefan Thurner, ensemble XX. jahrhundert, Ensemble Kontrapunkte, Trondheim Sinfonietta.